# 坂本太郎 (歴史学者)
坂本 太郎（さかもと たろう、1901年（明治34年）10月7日 - 1987年（昭和62年）2月16日）は、日本の歴史学者。東京大学名誉教授、國學院大學名誉教授。学位は、文学博士（東京帝国大学・1937年）。専門は日本古代史。静岡県浜松市出身。
太平洋戦争終戦直後の混乱した東京大学国史学研究室の再建と、東京大学史料編纂所での史料編纂事業の復活および興隆に尽力した。

## 略年譜
- 1901年（明治34年）10月7日、静岡県浜名郡浜松町（後の浜松市）に誕生[1]。
- 1987年（昭和62年）2月16日、死去（85歳）。

### 栄典・顕彰
- 1971年（昭和46年）- 勲二等瑞宝章受章（秋の叙勲）
- 1972年（昭和47年）- 文化功労者顕彰
- 1982年（昭和57年）- 文化勲章受章
- 1987年（昭和62年）- 贈従三位・贈勲一等瑞宝章（没時贈位陞勲）

### 学歴・職歴
- 1908年（明治41年）4月、元城尋常高等小学校入学。
- 1914年（大正03年）3月、元城尋常高等小学校卒業。4月、静岡県立浜松中学校入学。
- 1919年（大正08年）3月、静岡県立浜松中学校卒業。9月、第八高等学校文科甲類入学。12月、病気により第八高等学校休学。
- 1920年（大正09年）9月、第八高等学校復学。
- 1923年（大正12年）3月、第八高等学校文科甲類卒業。4月、東京帝国大学文学部国史学科入学。
- 1926年（大正15年）3月、東京帝国大学文学部国史学科卒業。
- 1927年（昭和02年）4月、東京帝国大学大学院入学。東京帝国大学文学部副手（1929年3月まで）。
- 1932年（昭和07年）4月、東京帝国大学大学院満期退学。
- 1935年（昭和10年）4月、東京帝国大学文学部助教授。
- 1937年（昭和12年）5月、論文「大化の改新の研究」により、東京帝国大学から文学博士の学位を取得。
- 1938年（昭和13年）4月、史料編纂官。
- 1942年（昭和17年）9月、國學院大學講師（1944年2月まで）。
- 1944年（昭和19年）12月、広島文理科大学講師。同月、文部省国史編修官（1946年1月まで）。
- 1945年（昭和20年）12月、東京帝国大学文学部教授。国史学第二講座を担当。
- 1946年（昭和21年）4月、國學院大學講師（1962年3月まで）。8月、昭和21年勅令第193号の2の規定により、適格と判定。
- 1947年（昭和22年）9月、昭和22年勅令第1号第7条第1項の規定により、適格と判定。
- 1948年（昭和23年）4月、東洋大学兼任教授（1965年3月まで）。
- 1949年（昭和24年）4月、駒澤大学講師（1950年3月まで）。
- 1951年（昭和26年）3月、東京大学史料編纂所所長（1962年3月まで）。
- 1958年（昭和33年）7月、東京大学評議員（1962年3月まで）。
- 1962年（昭和37年）3月、東京大学教授定年退官。4月、國學院大學教授。同月、学習院大学講師（1972年3月まで）。5月、東京大学名誉教授。
- 1963年（昭和38年）6月、名古屋大学文学部講師（集中講義）。
- 1964年（昭和39年）9月、中央大学講師（1972年3月まで）。
- 1966年（昭和41年）5月、熊本大学講師（1967年3月まで）。
- 1983年（昭和58年）3月、國學院大學教授退職。4月、國學院大學名誉教授。

### その他の活動
- 1926年（大正15年）4月、臨時東山御文庫取調掛（1927年7月まで）。
- 1927年（昭和02年）8月、財団法人聖徳太子奉賛会研究給費生（1929年8月まで）。
- 1929年（昭和04年）9月、筑波侯爵家研究部調査事務（1945年8月まで）。同月、国史大系編纂刊行業務専任。
- 1936年（昭和11年）2月、財団法人史学会評議員。
- 1938年（昭和13年）10月、日本文化大観編纂嘱託。12月、神武天皇聖蹟調査委員会委員。
- 1941年（昭和16年）2月、浜松市史編纂顧問。11月、「舒明天皇の御事蹟」を昭和天皇に進講。同月、帝室制度史編纂委嘱。12月、肇国聖蹟調査委員会委員。
- 1942年（昭和17年）7月、昭和17年度中師範学校教科書編纂委員。
- 1943年（昭和18年）7月、史学会常務理事。
- 1944年（昭和19年）12月、文部省国史編修官（1946年1月まで）。
- 1947年（昭和22年）12月、財団法人聖徳太子奉賛会理事（死去まで）。
- 1948年（昭和23年）5月、「元正天皇の御事蹟」を昭和天皇に進講。
- 1949年（昭和24年）3月、宮内庁書陵部委員。5月、史学会理事長（1959年3月まで）。
- 1950年（昭和25年）12月、大学設置審議会臨時委員（1960年11月まで）。同月、文化財専門審議会専門委員（1970年6月まで）。
- 1951年（昭和26年）4月、信濃史料編纂委員（1969年5月まで）。6月、史料館評議会評議員（1967年6月まで）。7月、陽明文庫評議員（死去まで）。
- 1952年（昭和27年）4月、大分県史料刊行会監修委員。
- 1953年（昭和28年）9月、東京国立博物館評議員会評議員。
- 1954年（昭和29年）11月、「孝徳天皇の御事蹟」を昭和天皇に進講。
- 1957年（昭和32年）2月、浜松市史編纂顧問。4月、日本学術会議歴史学研究連絡委員会委員。5月、正倉院評議会（正倉院懇談会）会員（死去まで）。
- 1958年（昭和33年）3月、日本学士院会員（死去まで）。11月、大学設置審議会臨時委員。
- 1959年（昭和34年）5月、平城宮調査委員会委員（死去まで）。
- 1960年（昭和35年）2月、浩宮徳仁親王浴湯の儀読書役。3月、教材等調査研究会委員。
- 1961年（昭和36年）7月、法隆寺文化財保存協議会協議員（死去まで）。同月、ユネスコ東アジア文化研究センター運営委員。8月、北海道史編集審議会顧問（1966年9月まで）。
- 1962年（昭和37年）1月、国際教育情報センター委員（1969年まで）。
- 1965年（昭和40年）5月、国史大辞典編集委員会代表。12月、礼宮文仁親王浴湯の儀読書役。
- 1966年（昭和41年）12月、藤原宮調査指導委員（死去まで）。
- 1967年（昭和42年）1月、講書始講師（題名は「日本書紀の歴史的意義」）。8月、歴史博物館設立準備懇談会座長（1970年12月まで）。
- 1969年（昭和44年）4月、紀宮清子内親王浴湯の儀読書役奉仕。12月、日本歴史学会会長（死去まで）。
- 1970年（昭和45年）6月、文化財保護審議会委員（1980年6月まで）。
- 1971年（昭和46年）2月、国立歴史民俗博物館基本構想委員会委員長（1975年6月まで）。
- 1975年（昭和50年）7月、国立歴史民俗博物館設立準備委員会委員長（1981年3月まで）。
- 1978年（昭和53年）6月、文化財保護審議会会長を委嘱（1980年6月まで）。
- 1981年（昭和56年）6月、国立歴史民俗博物館評議員会議議長（死去まで）。

## 略伝・人物

### 祖先・両親
坂本の祖先は、はじめ高橋氏を称して、旗本近藤氏（後に旗本大久保氏に仕官）に仕える下級武士であった。1870年（明治3年）、彼の祖父である高橋豊太郎が、仕えていた旗本大久保氏より暇を出された際に、居を江戸より駿府に移した。その時、千人同心坂本宇之吉の株を得て「坂本」と改姓し、名を「太郎」と改め、「坂本太郎」となった。その後、1879年（明治12年）、祖父太郎は浜松に移り住み、機織工場を営んだ。祖父太郎が歿した2年後である1901年（明治34年）10月、坂本宗十郎、ちかの間に長男が生まれた。祖父の名をとって「太郎」と名付けられた。父宗十郎は小学校の教員で（後年は浜松市収入役などを歴任）、坂本が生まれる前年に坂本家に入籍した。家業の機織は、母ちかと祖母なかの手によって行われたが、1914年（大正3年）、坂本が中学校入学の年に廃業した。坂本は、第八高等学校在学中に、自家の歴史を祖母の自叙伝風に美濃紙43枚に纏（まと）めた。この冊子は特に表題が附されていなかったが、没後刊行の「著作集（12）」収録に際し、編集委員により「祖母の物語」という表題が附けられた。

### 少年時代
1908年（明治41年）、元城尋常高等小学校に入学。唱歌・図工・体操の苦手な少年であった。小学校の高学年のとき父から『南総里見八犬伝』を買い与えられ、これを読了した。これが坂本にとって日本史に興味を抱く素地となった。1914年（大正3年）に元城尋常高等小学校を卒業し、静岡県立浜松中学校（のちの静岡県立浜松北高等学校）に進んだ。勉学よりも夏目漱石の小説や高山樗牛の史伝・評論、大町桂月の紀行文を読むのに熱心であった。
1919年（大正8年）に浜松中学校を卒業後、第八高等学校文科甲類に入学したが、体調を崩し、1919年12月から翌1920年（大正9年）9月まで休学した。その間静坐修行をするために上京し、神田の古本屋や博物館を巡るうちに日本史研究を志すようになった。復学後、国史の教官であった栗田元次を指導教官に選び、栗田も参加していた温故会に参加。名古屋近郊の寺を訪ねて、栗田から史料の調査や古文書の読解を学んだ。

### 学生時代
1923年（大正12年）、第八高等学校卒業後、東京帝国大学文学部国史学科に入学した。2年先輩に、のち『新訂増補国史大系』の編纂を共にすることとなる丸山二郎がいた。在学中、三上参次（教授・文学部長、肩書は坂本が受講した当時。以下同じ）の尊王論発達史、黒板勝美（教授）の国史概説・古文書学・上代史演習、辻善之助（教授）の日本仏教史・史料講読演習、平泉澄（講師）の『吾妻鏡』の講読演習、白鳥庫吉（教授）の東洋史概説・東洋史特殊講義（蒙古語の演習）等を受講した。
1926年（大正15年）、東京帝国大学文学部国史学科を卒業。卒業論文は「王朝時代の交通の研究 - 特にその駅制について - 」であった。王朝時代（大化時代から院政期まで）の制度の盛衰は駅制においても認められるとしたうえで、当該時代を幼年期・壮年期・衰老期と3区分し、それぞれの期間での駅制とその運用について叙述した。その成果を纏めたのが、1928年（昭和3年）5月に、至文堂より発行された『上代駅制の研究』である。
大学卒業後、黒板勝美の勧めにより、臨時東山御文庫取調掛嘱託となった。辻善之助からも史料編纂掛の入所を勧められたが、黒板が坂本の指導教官であったこともあり、京都御所東山御文庫での勤務を選択した。東山御文庫では近世の宸翰や公家文書の調査を行った。
1927年（昭和2年）4月、東京帝国大学大学院に入学。8月に黒板勝美の推薦により、財団法人聖徳太子奉賛会研究給費生に採用された（研究題目は「大化改新の史的研究」）。1929年（昭和4年）、聖徳太子奉賛会研究給費生を解かれたのち、これも黒板勝美の勧めにより国史大系編纂刊行業務の専任となった。おもに『日本紀略』『釈日本紀』『日本逸史』『続史愚抄』などの校正・再校正を行った。
1934年（昭和9年）のはじめ、博士学位請求論文「大化の改新の研究」を東京帝国大学に提出した。しかし、提出期限が過ぎていたため、一般の学位請求論文の扱いとなった。主査は辻善之助、副査は平泉澄・池内宏であった。坂本の指導教官は黒板勝美であるが、坂本の博士論文を審査するときには、黒板の定年退官が間近であったため、辻が坂本の主査となった。3教授の審査と文学部教授会の承認を経て、1938年（昭和12年）5月、文学博士の学位を授与した。この「大化の改新の研究」は、大学院・聖徳太子奉賛会を通じてのテーマであり、津田左右吉の研究を批判し、『日本書紀』の記載を逐条審議したうえで叙述したものであった。

### 東京大学・國學院大學での教壇生活
1935年（昭和10年）、東京帝国大学文学部助教授に就任。講師の経験のないまま助教授に就任したことは異例であった。なお東大助教授就任以前、九州帝国大学助教授や広島文理科大学助教授就任の要請があったが、皆坂本の指導教官である黒板勝美が断った。助教授就任当初担当した講義は、上代史概説と『日本三代実録』の講読演習であった。1939年（昭和13年）、辻善之助が東大教授兼史料編纂所長を退官、中村孝也が東大教授昇任に伴い史料編纂官が解かれたため、坂本が史料編纂官を兼任することとなった。これは辻善之助からの直々の依頼によるものであり、前述のとおり、坂本が東大文学部を卒業したときには、辻の勧誘を断った経緯があったため、坂本はこの依頼を受諾することとなった。『大日本史料』第1篇の編纂部長となり、部下の竹内理三・太田晶二郎・武田政一とともにその編纂に従事した。1942年（昭和17年）、新設の神宮皇學館大學教授就任（東大助教授と兼職）の要請を、同大学学長であった山田孝雄から受け、平泉澄らからも進められたが、坂本は断り、代わりに当時京城帝国大学法文学部の教授であった喜田新六がその職に就いた。後になって坂本はその借りがあったので、山田が長を務めた國史編修院の嘱託を受けた。
1945年（昭和20年）12月、東京帝国大学文学部教授就任、国史学第二講座の担当となった。終戦直後の相次いだ国史学科教授の辞任・退官（平泉澄の辞任、中村孝也の定年退官、板沢武雄の教職追放）により、国史学科の教授は坂本ひとりとなり、終戦後の混乱状態にあった国史学科の再建は、新任教授となった坂本の双肩にかかることになった。坂本は、敗戦により打撃を受けた東大国史学科の汚名を返上するため、実証的な学風の振興を以て再建することに尽力した。1951年（昭和26年）に、東京大学史料編纂所所長を兼任（1962年（昭和37年）に東京大学教授を定年退官時まで）、史料編纂所員の地位の向上（教官制の導入）や、『大日本史料』の刊行の再開、更には新たに『大日本古記録』の刊行に務めた。文学部教授として、学部では、国史概説・律令時代の講義・日本史学史・国史学演習など、大学院では、『令集解』の講読を担当した。
1949年（昭和24年）から1959年（昭和34年）まで史学会理事長をつとめたが、1958年（昭和33年）の建国記念の日制定問題をめぐって三笠宮崇仁親王が史学会総会を退席する事件がおこった際、坂本は、崇仁親王から建国記念の日制定問題について総会にて決議しないのは理事の怠慢であり、理事長独裁の史学会であると非難され、マスコミからは「坂本天皇」と非難された。坂本は、史学会を純然とした学術団体として保持し、政治問題についての意見・声明を発表する会とすることをよしとしなかった。
東京大学退官後、岩橋小彌太の要請により、國學院大學教授に就任した。学部では史籍の解題、大学院では『日本書紀』の研究と『日本三代実録』の講読を担当した。國學院大學の定年は70歳であったが、坂本は、80歳を越えて1983年（昭和58年）まで教壇に立った。
國學院大學教授を退職後も、さまざまな学術活動を続けたが、1985年（昭和60年）9月、国立がんセンター付属病院に入院し、胃癌の摘出手術を受け療養したが、約1年半後の1987年（昭和62年）2月に死去した。享年85。医者嫌いであった坂本は、自らの体が病魔に冒されているのに気付かず、ゆえに癌の発見が遅れたと言われる。

### 社会的活動
坂本は、東京大学・國學院大學で教員として活躍する一方、社会的活動、特に政府関係の活動に参加した。大学教員たる者、学術研究と学生指導に傾注すべきとする意見のあるなか、坂本は本務に差し支えない限り、自己の学問が社会的に有益であるなら奉仕すべきであるという考えのもと、戦前・戦中・戦後を通し多種多様の活動に参与した。主要なものを列記すると、元号問題についての意見陳述、明治百年記念事業準備会議委員、歴史的風土審議会委員、昭和天皇・香淳皇后への進講、浩宮徳仁親王・礼宮文仁親王・紀宮清子内親王浴湯の儀の読書役奉仕、文化財保護審議会会長、国立歴史民俗博物館設立・運営に関わる委員などである。

### 学問・評価
坂本の古代史研究は、『日本書紀』などの六国史や律令を根本史料とし、それを科学的かつ実証的方法論のもとで進められた。とくに彼の学位論文である「大化改新の研究」は、先行する津田左右吉の「大化改新の研究」（『史苑』5-3～6-5、1930年 - 1931年）を批判するものであった。坂本は、津田の『日本書紀』の記載についての史料批判については一定の理解は示すものの、津田が『日本書紀』の記載を否定的にとらえるのに対して、坂本はその記載を厳密に史料批判しつつも、とくに大きな矛盾を生じないものについては容認してきた。ただ、坂本の考えた大化改新の位置づけは、明治以降に形成された大化改新像そのものであり、原秀三郎から、近代天皇制イデオロギーの立場に立つものとして批判された。
また、六国史中心の古代史研究について、アカデミズム守旧派の中心人物であるとの批判を受けた。大化改新の詔の「郡」の字は「評」でなかったとする、いわゆる「郡評論争」において、坂本は論文「大化改新詔の信憑性の問題について」（『歴史地理』83-1、1952年）で、井上光貞の「評」説に反駁したが、藤原京より「評」字の木簡が出土されたことによって、井上の説が正しいということが証明された。のち、坂本は自叙伝（『古代史の道-考証史学六十年-』）のなかで、「ただ『日本書紀』がどうして郡字に限って評字を使わないで、後世の用字を原則としたかという疑問を私は未だ捨て去ることができない」（著作集12巻、137ページ）と述べている。
坂本は自らを歴史家と呼ばれることをよしとはせず、史料の取扱人でよいとした。

## 逸話
- 第八高等学校時代に藤原基経についての一文を書き、陽成天皇廃立について基経には私心が無かったと纏めたものを、指導教官であった栗田元次に校閲してもらった。栗田は、基経の動機はどうであれ、基経の行動は国体上許しがたいものがあり、そのことをはっきり認識すべきだと坂本を戒めた。坂本はこの栗田の言葉を聞き、「三斗の冷や水を浴びせられた思い」だったと後年述懐している。
- 東山御文庫に勤務する際、百万遍郵便局の2階を間借りして居住した。百万遍郵便局を住所としているのは、如何わしい所に住んでいたため、わざと名を秘せて、郵便局で郵便物を受け取るためだと瀧川政次郎に思われていた。
- 聖徳太子奉賛会での研究題目は「大化改新の史的研究」であったが、当時の新聞に、研究題目を「耐火耐震の史的研究」と誤記された。電話取材をした新聞記者の聞き間違いによっておこった誤報であったが、このような誤解が生じた原因として、坂本が研究員に採用された当時が関東大震災があって間もない頃で、耐火耐震建築が話題になっていたこと、当時「大化の改新」という日本史上の重要な一齣が、世間一般にそれほど認知されていなかった[4]ことが挙げられる。
- 戦後、『大日本史料』復刊の際、周囲から「大日本」という語はふさわしくないということで改称すべきだという意見があった。当時東京大学史料編纂所長であった坂本は、何百冊も既刊している叢書であるため、改称するとかえって紛らわしくなるということで、そのままにした。もし、進駐軍から意見があった場合には、大は日本にはかからない、日本史料の集大成だと強弁しようとしたという。
- 東京大学教授を退官するとき、退官記念の最終講義をどうするかを当時助手であった笹山晴生に訊ねられたが、坂本は、「最終講義は医学部から始まった悪習だ。自分はやらない」と言い、行わなかった。笹山は、せめて最後の講義には出席しようとしたが、坂本はその前週で講義を終わらせてしまい、その機会を逸したという。

## 著書

### 単著
- 『祖母の物語（仮題）』 私家版、1923年3月
- 『上代駅制の研究』 至文堂、1928年5月
- 『大化改新の研究』 至文堂、1938年6月
- 『日本史概説』 至文堂（上下）、1950年2月-1951年1月、新訂版1962年3月、1986年ほか
- 『古代日本の交通』 弘文堂〈アテネ文庫〉、1955年12月、復刻2010年10月
- 『交通と通信の歴史』 郵政弘済会、1958年3月（郵政省教養の書49）
- 『日本の修史と史学』 至文堂〈日本歴史新書〉、1958年10月、増補版1966年、新版1988年ほか
  - 『日本の修史と史学　歴史書の歴史』 講談社学術文庫、2020年8月。解説五味文彦
- 『日本全史2　古代Ⅰ』 東京大学出版会、1960年2月
- 『古事記の話』 商工財務研究会、1960年7月（アルプスシリーズ143）
- 『菅原道真』 吉川弘文館（人物叢書100）、1962年11月、新装版1990年
- 『日本古代史の基礎的研究 上　文献篇』 東京大学出版会、1964年6月
- 『日本古代史の基礎的研究 下　制度篇』 東京大学出版会、1964年10月
- 『歴史随想　菅公と酒』 東京大学出版会　1964年6月／中公文庫　1982年1月
- 『日本歴史の特性』（教養講座シリーズ5） 国立教育会館　1967年9月、改版1977年2月
- 『A Short History of Japan』 国際教育情報センター　1967年
- 『日本歴史全集 2　国家の誕生』 講談社　1968年11月　改版1975年2月
- 『六国史』 吉川弘文館（日本歴史叢書27） 1970年11月、新版1986年ほか
- 『Japanese History』 国際教育情報センター　1971年
- 『古典と歴史』 吉川弘文館　1972年6月
- 『Japanese Chronology　Understanding Japan 34』 国際教育情報センター　1974年
- 『聖徳太子』 吉川弘文館（人物叢書178）、1979年12月、新装版1985年6月
- 『古代史の道　考証史学六十年』 読売新聞社、1980年6月。弟子等が編んだ
- 『史書を読む』 中央公論社、1981年11月、中公文庫、1987年3月
  - 『史書を読む』 吉川弘文館〈読みなおす日本史〉、2013年10月
- 『日本古代史叢考』 吉川弘文館　1983年12月
- 『The Japanese Emperor through History』 国際教育情報センター　1984年
- 『日本歴史の特性』 講談社学術文庫（所功編・解説） 1986年12月。講演集
- 『わが青春』 遺族私家版　1987年3月。「著作集 12」に収録

### 編著
- 『聖徳太子全集 第1』 龍吟社、1942年8月
- 『日本史小辞典』 山川出版社、1957年5月
- 『世界各国史14　日本史』 山川出版社、1958年1月、新版1986年
- 『高等学校日本史』 好学社、1958年（検定教科書）

### 共著
- 『Understanding Japan 7』 国際教育情報センター、1963年
- 『Understanding Japan 10』 国際教育情報センター、1964年
- 『日本の神話伝説』全6冊、集英社、1970年4月

### 共編著
- 『高等日本史』 好学社（上下）、1951年（家永三郎と共編）
- 『中等日本史』 学校図書、1951年（同上）
- 『信濃史料 第2巻』 信濃史料刊行会、1952年12月
- 『日本古典文学大系 日本書紀 下』 岩波書店、1965年7月（家永三郎・井上光貞・大野晋と共編）
- 『日本古典文学大系 日本書紀 上』 岩波書店、1967年3月（同上）、新版1993年
  - 改訂版『日本書紀』 岩波文庫（全5巻、1994-95年）、同ワイド版（2003年）
- 黒板昌夫と『国史大系書目解題 上』 吉川弘文館、1971年3月、新版2001年
- 平野邦雄と『日本古代氏族人名辞典』吉川弘文館、1990年、新版2010年。監修

### 著作集
- 『坂本太郎著作集』全12巻、吉川弘文館。オンデマンド判（2013年10月）
  - 第1巻：古代の日本、1989年6月
  - 第2巻：古事記と日本書紀、1988年12月
  - 第3巻：六国史、1989年1月
  - 第4巻：風土記と万葉集、1988年10月
  - 第5巻：修史と史学、1989年2月
  - 第6巻：大化改新、1988年10月
  - 第7巻：律令制度、1989年3月
  - 第8巻：古代の駅と道、1989年5月
  - 第9巻：聖徳太子と菅原道真、1989年4月
  - 第10巻：歴史教育と文化財、1989年10月
  - 第11巻：歴史と人物、1989年7月
  - 第12巻：わが青春、1989年9月

編集委員：関晃（代表）、青木和夫、我妻建治、佐伯有清、笹山晴生、土田直鎮
　虎尾俊哉、早川庄八、林陸朗、平野邦雄、黛弘道、宮本救、吉田孝

## 記念論文集
- 坂本太郎博士還暦記念会編『日本古代史論集』上・下　吉川弘文館、1962年9月
- 坂本太郎博士古稀記念会編『続日本古代史論集』上・中・下　吉川弘文館、1972年7月
- 國學院大學文学部史学科編『日本史学論集　坂本太郎博士頌寿記念』上・下　吉川弘文館、1983年12月

## 関連人物
| - 井上薫 - 井上光貞 - 川副武胤 - 黒板勝美 - 笹山晴生 - 下村冨士男 - 竹内理三 | - 田中卓 - 辻善之助 - 津田左右吉 - 豊田武 - 中村孝也 - 平泉澄 - 平田俊春 | - 平野邦雄 - 宝月圭吾 - 丸山二郎 - 三笠宮崇仁親王 - 村尾次郎 - 山田孝雄 - 吉村茂樹 |